# Ички (Раздольненский район)
Ички́ (укр. Ічкі, крымскотат. İçki, Ички) — исчезнувшее село в Раздольненском районе Республики Крым, располагавшееся в центре района, в степной части Крыма, примерно в 3 километрах северо-западнее современного села Ковыльное.

## История
Первое документальное упоминание села встречается в Камеральном Описании Крыма… 1784 года, судя по которому, в последний период Крымского ханства Ики Кесет Ташлы входил в Шейхелский кадылык Козловскаго каймаканства. После присоединения Крыма к России (8) 19 апреля 1783 года, (8) 19 февраля 1784 года, именным указом Екатерины II сенату, на территории бывшего Крымского ханства была образована Таврическая область и деревня была приписана к Евпаторийскому уезду. После павловских реформ, с 1796 по 1802 год входила в Акмечетский уезд Новороссийской губернии. По новому административному делению, после создания 8 (20) октября 1802 года Таврической губернии, но ни в Ведомости о волостях и селениях, в Евпаторийском уезде с показанием числа дворов и душ… от 19 апреля 1806 года, ни в «Ведомости о казённых волостях Таврической губернии 1829 года» не записана. Обозначена только на военно-топографической карте генерал-майора Мухина 1817 года, как Ички с 20 дворами, на карте 1836 и 1842 года обозначены развалины деревни Ички на карте Шуберта 1865 года, как просто развалины деревни — видимо, деревня опустела вследствие эмиграции крымских татар в Турцию.
С 1860-х годов, после земской реформы Александра II, Ички относились к Биюк-Асской волости. В «Списке населённых мест Таврической губернии по сведениям 1864 года», составленном по результатам VIII ревизии 1864 года, вновь значатся Ички — владельческий хутор с 1 двором и 10 жителями. По обследованиям профессора А. Н. Козловского 1867 года, вода в колодцах деревни была пресная, а их глубина достигала 30—40 саженей «и более» (63—85 м). Согласно «…Памятной книжке Таврической губернии на 1892 год», в деревне Ички, входившей в Аипский участок, был 31 житель в 1 домохозяйстве.
Земская реформа 1890-х годов в Евпаторийском уезде прошла после 1892 года, в результате Ички приписали к Коджанбакской волости. По «…Памятной книжке Таврической губернии на 1900 год» на хуторе Ички числилось 5 жителей в 1 дворе. В дальнейшем в доступных исторических документах не встречается.